# (33567) Sulekhfrederic
1999 JV27 (asteroide 33567) é um asteroide da cintura principal. Possui uma excentricidade de 0.16703510 e uma inclinação de 2.58205º.
Este asteroide foi descoberto no dia 10 de maio de 1999 por LINEAR em Socorro.